# Catasetum dejeaniorum
Catasetum dejeaniorum är en orkidéart som beskrevs av Guy Robert Chiron. Catasetum dejeaniorum ingår i släktet Catasetum och familjen orkidéer.
Artens utbredningsområde är Franska Guyana. Inga underarter finns listade i Catalogue of Life.